# L. Stromeyer & Co.

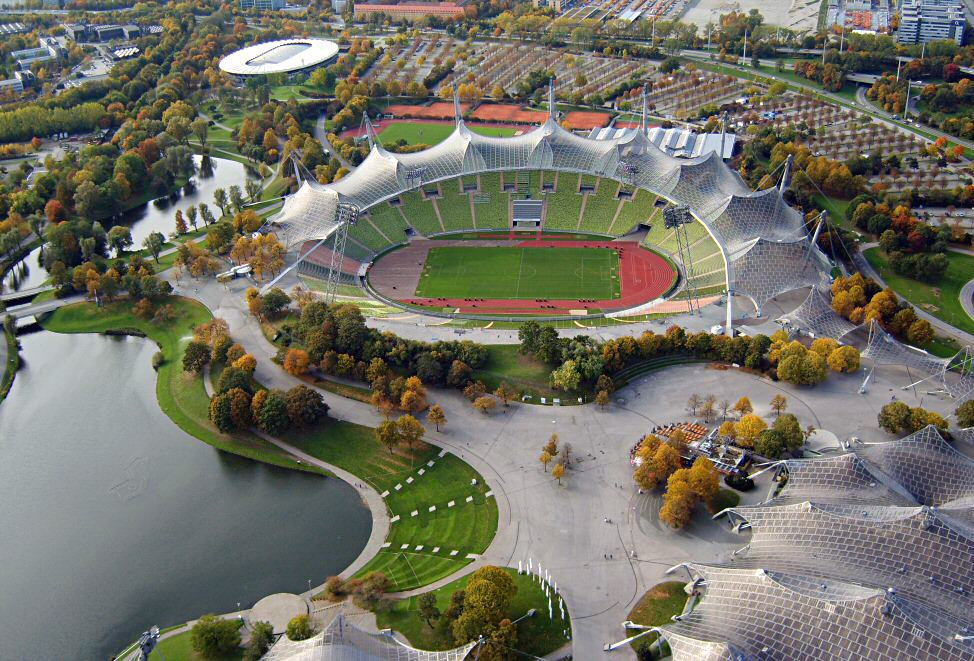
Stromeyer-Konstruktion: Bedachung des Olympiastadions in München

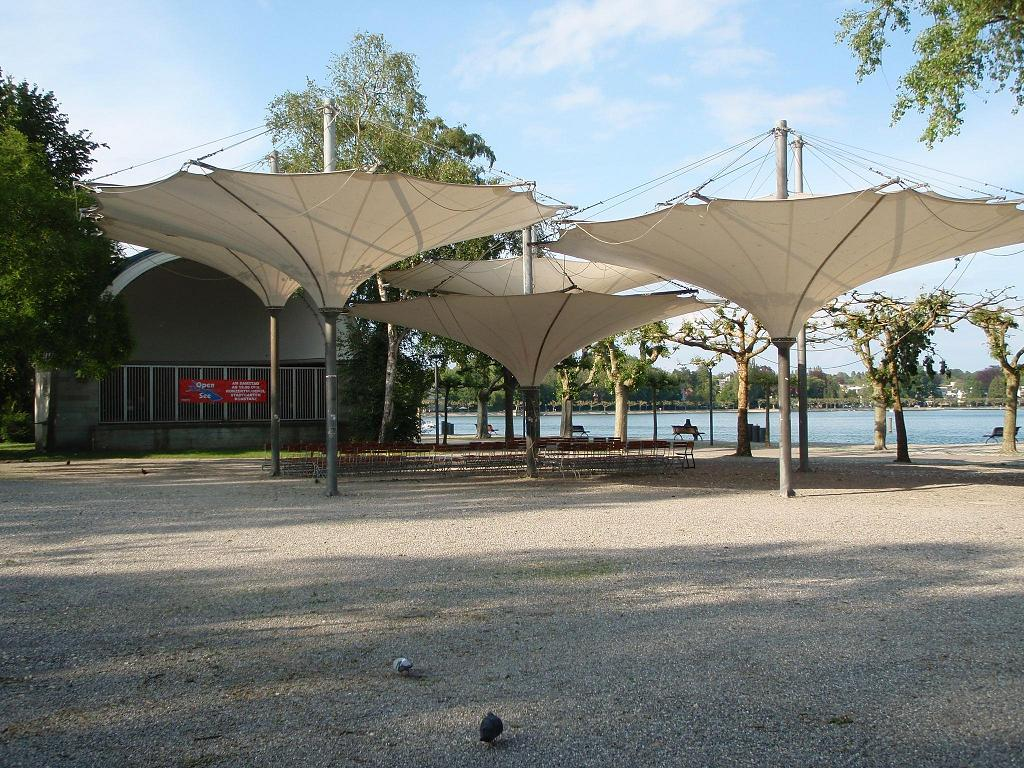
Stromeyer-Überdachung bei der Konzertmuschel im Stadtgarten Konstanz

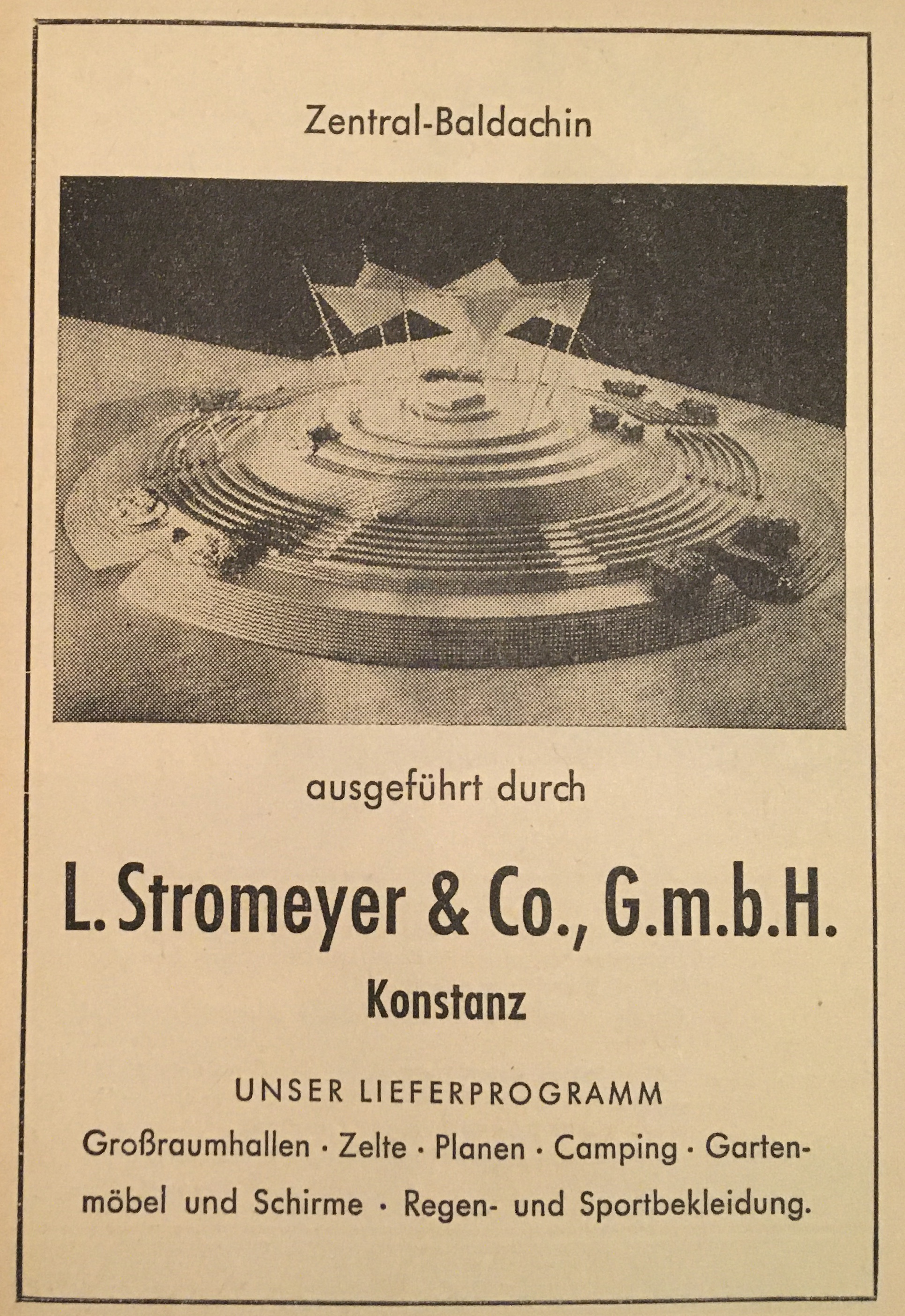
Stromeyer-Werbeanzeige aus dem "Führer durch den Eucharistischen Weltkongreß" (München 1960, S. 133)

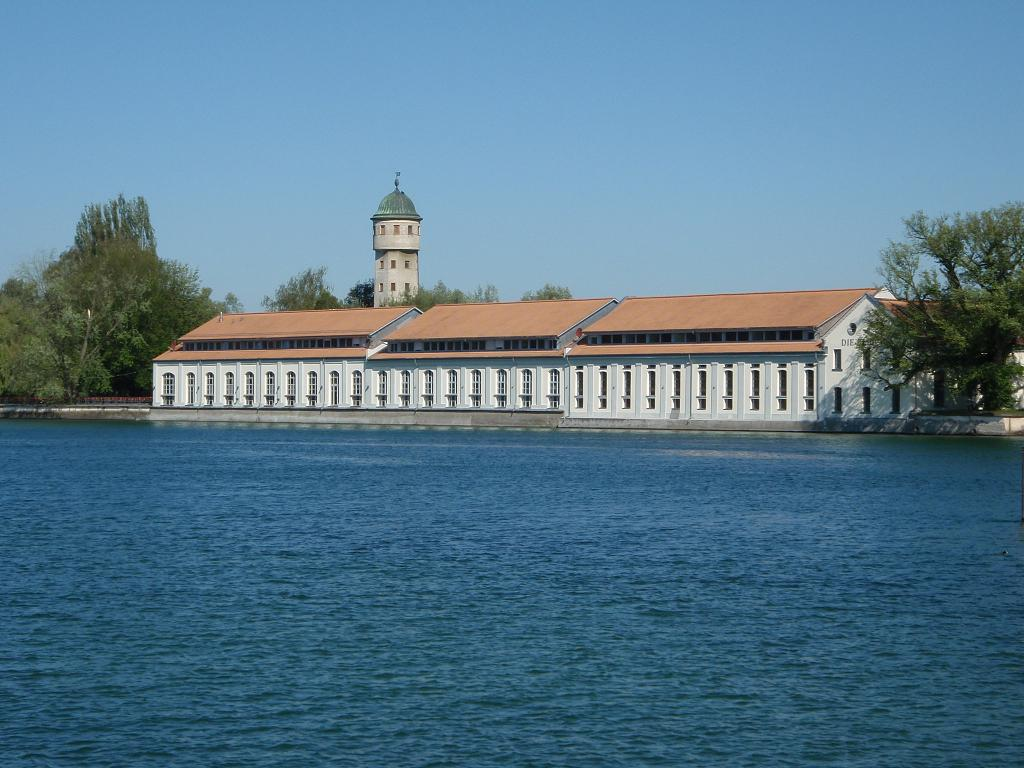
Bleiche und Wasserturm der ehemaligen Fabrik in Stromeyersdorf in Konstanz

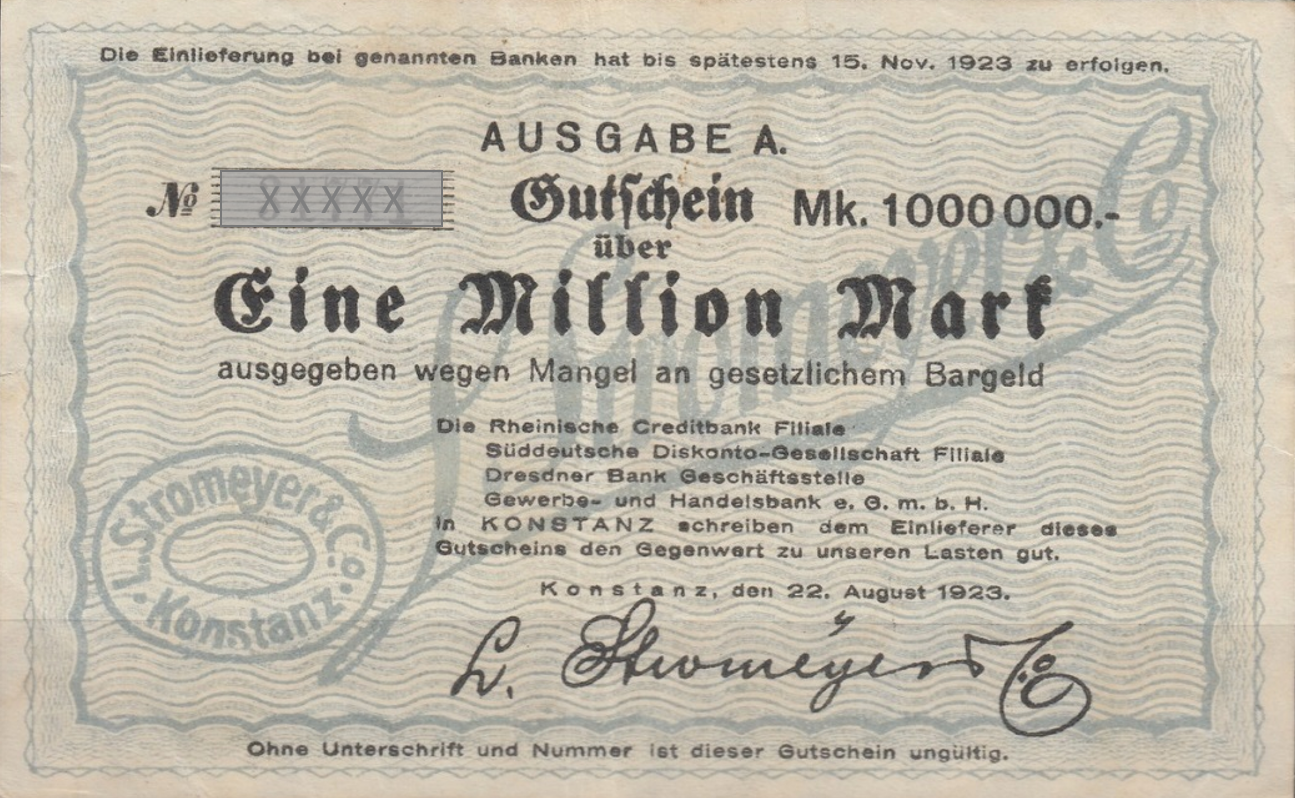
Notgeldschein über 1 Million Mark (1923)

Die L. Stromeyer & Co. G.m.b.H in Konstanz war ein 1872 ursprünglich in Romanshorn (Schweiz) unter der Firma Landauer & Stromeyer gegründetes Unternehmen zur Herstellung von Säcken aus Jute und Leinen für den Getreidehandel. Das mittlerweile mit etwa 3000 Beschäftigten in den Geschäftsfeldern „Textiles Bauen“, „Mode“, „Freizeit und Camping“ tätige Textilunternehmen geriet 1973 überraschend in Konkurs. Das Verfahren war eines der längsten in der Geschichte der Bundesrepublik Deutschland. Die Werkstore schlossen sich erst 1984 endgültig für die letzten noch verbliebenen 250 Mitarbeiter.

## Geschichte
Ludwig Stromeyer und Julius Landauer gründeten am 16. April 1872 in Romanshorn im Schweizer Kanton Thurgau die Zeltfabrik Landauer & Stromeyer. 1873 wurde das Unternehmen nach Konstanz an die Münzgasse verlegt, um auch auf dem deutschen Markt präsent zu sein. Zudem wurden an der Konstanzer Gasanstalt auf einem 4000 m² großen Gelände wasserdichte Stoffe produziert und gefärbt, Hauptabnehmer dieser Stoffe waren die Eisenbahnen und das Militär. 1878 stieg das Unternehmen in die Herstellung großer Zirkuszelte ein und eröffnete eine Weberei in Weiler im Allgäu. Im gleichen Jahr verließ Mitgründer Landauer das Unternehmen, aber erst drei Jahre später wurde offiziell die Firma in L. Stromeyer & Co. geändert. 1885 wurde am Seerhein in Konstanz ein 150.000 m² großes Gelände aufgekauft und eine Fabrik gebaut, die Namensgeber für das Viertel Stromeyersdorf war. In der Folgezeit entstanden Zweigbetriebe in Hüfingen, Kreuzlingen, Mannheim, Markdorf und Überlingen. Um die Jahrhundertwende arbeiteten rund 100 Mitarbeiter in Konstanz.
1910 zerstörte ein Brand Teile der Fabrik, beim Wiederaufbau und der Erweiterung wurde der heute unter Denkmalschutz stehende Wasserturm für die Brauch- und Löschwasserversorgung errichtet. Die das Werksgelände von Stromeyersdorf bis zuletzt prägende bauliche Gestaltung entstand zwischen 1905 und 1925, mit Philipp Jakob Manz hatte das Unternehmen einen der führenden südwestdeutschen Industriearchitekten dafür gewonnen.
Zwischen dem 22. August 1923 und dem 15. Januar 1924 gab das Unternehmen rund 57.000 Notgeldscheine in Werten von 100.000 bis 20 Milliarden Mark aus. Die gute Auftragslage machte es möglich, dass 1929 insgesamt 800 Menschen für Stromeyer arbeiteten. In den 1930er Jahren brachte insbesondere die Aufrüstung der Wehrmacht weiteren Schwung in das Geschäft. Nach dem Zusammenbruch des „Dritten Reichs“ demontierte die französische Besatzungsmacht einen Teil des Maschinenparks.
Der österreichische Chemiker Gustav Durst war 28 Jahre lang einer der Direktoren der Firma L. Stromeyer & Co in Konstanz, bevor er gezwungen wurde, seine Heimat am Bodensee am 4. August 1939 mit seiner Frau und seinen Töchtern zu verlassen. Die nationalsozialistische Verfolgung der Menschen jüdischen Glaubens in Deutschland ermöglichte auch dieser Familie nicht, etwas von ihrem Besitz in die Emigration mitzunehmen. 
Das Wirtschaftswunder brachte Stromeyer gute Geschäfte und renomméträchtige Projekte. Unter anderem waren die Mitarbeiter für die Zeltdachbauten der Olympischen Sommerspiele 1972 verantwortlich. Neben neuartigen großformatigen Segeltuchkonstruktionen platzierte sich das Unternehmen mit pneumatisch aufspannbaren Sport- und Industriehallen am Markt. Umso unerwarteter war 1973 die Insolvenz. Das eingeleitete Konkursverfahren dauerte rund zehn Jahre und war das bis dahin längste Verfahren der Bundesrepublik Deutschland. Die Produktion in Deutschland lief noch bis Ende 1984 weiter. Die endgültige Liquidation kam 1986. Als Auskopplung machte die in Radolfzell ansässige Stromeyer Innovation GmbH weiter, bis sie 1990 vom ebenfalls im Textil- und Campinggeschäft tätigen Unternehmen Mehler aufgekauft wurde. Mehler vertrieb nun das Zeltgeschäft unter der Firma Mehler Stromeyer Camping GmbH. Das Ende der Produktion in Radolfzell kam im Jahr 2000, wobei die Sparte für Schwarzzelte der deutschen Pfadfinder- und Jugendbewegung aufgegeben wurde. Ehemalige Stromeyer-Mitarbeiter gründeten daraufhin in Radolfzell das Unternehmen Tortuga, das bis heute Campingzelte sowie die bereits vor dem Zweiten Weltkrieg begonnene Stromeyer-Produktion von Schwarzzelten unter neuem Namen fortsetzt.
Im Jahr 1998 Jahre erwarb Mehler das 1908 gegründete tschechische Unternehmen Technolen technicky textil s.r.o. mit Sitz in Lomnice nad Popelkou. Dort ließ Mehler Zelte unter der Marke Stromeyer vertreiben. Stromeyer ist inzwischen eine Herstellermarke von Technolen, heute immer noch eine Tochtergesellschaft von Mehler. Da die Aktienmehrheit bei Mehler 1997/1998 von der Beteiligungsgesellschaft KAP AG übernommen wurde, gehört auch Technolen zu diesem Konsortium. Der Versuch von Technolen und des ebenfalls tschechischen Textilherstellers Texlen im Jahr 2007, wieder mit Schwarzzelten unter der Marke Stromeyer in Deutschland Fuß zu fassen, wurde von der Protect GmbH in Essen begleitet. Diese Unternehmung war nicht von Erfolg gekrönt, daher wurde die Sparte Pfadfinder- und Jugendbewegung nach 2009 wieder aufgegeben.

### Neuwerk eG
Nach dem Konkurs erwarb die BRD den nördlich der Reichenaustraße gelegenen und bislang von Stromeyer als sog. Neuwerk bezeichneten Teil des Werks für den Straßenbau und veräußerte im Jahr 2000 der hierfür gegründeten Genossenschaft Neuwerk das dortige etwa einhundert Jahre alte Fabrikgebäude mit einem kleinen Teil der Freiflächen.

## Produkte und Projekte
Zu den Produkten von Stromeyer zählten Zelte (besonders Zirkuszelte), Überdachungen, Planen und Markisen, Decken, Kleidung, Rucksäcke sowie die konstruktive Planung von Großzeltprojekten.
Bekannte Großzeltprojekte waren das 1912 für das Sängerbundfest in Nürnberg erstellte, 20.000 Personen fassende Großzelt, der Zentral-Baldachin für die Altarinsel auf der Münchner Theresienwiese im Rahmen des Eucharistischen Weltkongresses 1960, im Jahr 1967 der Deutsche Pavillon der EXPO Montreal, 1967 bis 1972 mit Frei Otto die konstruktive Planung für die Bedachung des Olympiastadions in München, 1970 das Zeltdach des Naturtheaters Luisenburgbühne in Wunsiedel, sowie 1975 das in Uganda erstellte Rundzelt mit 40 Meter Durchmesser als Zeltkirche.